# Kamuti László
Kamuti László (Budapest, 1940. január 13. – Budapest, 2020. augusztus 27.) világbajnoki ezüstérmes magyar tőrvívó, edző, sportvezető.

## Családja
Kamuti Jenő és Tóh Jolán gyermekeként született. Bátyja Kamuti Jenő (1937) tőrvívó, sportvezető, orvos. Felesége Kaskó Piroska közgazdász.

## Sportpályafutása
1954 és 1956 között a Budapesti Lokomotív, majd 1957 és 1980 között a BVSC vívója volt. Négyszer nyert egyéni magyar bajnokságot tőrvívásban (1961, 1963, 1965, 1969). 1958 és 1973 között a válogatott keret tagja volt.
1960 és 1972 között sorozatban négy olimpián vett részt. Az 1960-as római olimpián negyedik, az 1964-es tokiói játékokon hetedik, az 1968-as mexikóvárosin ötödik, az 1972-es münchenin ismét negyedik lett a csapatversenyben társaival.
1961 és 1973 között tíz világbajnokságon vett rész. Tőrvívás csapatversenyben négyszer lett ezüstérmes (1961, 1962, 1966, 1970).
Visszavonulása után sportvezetőként dolgozott. 1980-tól a a BVSC szakosztály-vezetője, a Magyar Vívószövetség szakfelügyelője volt nyugdíjba vonulásáig.

## Sikerei, díjai
- Világbajnokság – tőrvívás
  - ezüstérmes (4): 1961, 1962, 1966, 1970
- Magyar bajnokság – tőrvívás
  - csapatbajnok: 1957, 1958, 1959, 1960, 1964, 1965, 1971, 1972
  - bajnok: 1961, 1963, 1965, 1969
  - 2.: 1966
  - 3.: 1958, 1960, 1968